# Rocks’n’Diamonds
Rocks’n’Diamonds — компьютерная игра в жанре аркадной головоломки, клон оригинальной игры Boulder Dash (1984). Первая версия 1.2.0 вышла в 1998 году. Работает в операционных системах Linux, Windows, DOS, Mac, Android (с 2016 года), iOS (с 2016 года, неофициальный порт). Автор программы — Holger Schemel и компания Artsoft Entertainment. Исходный код распространяется на условиях лицензии GNU GPL. Написана на языке C++, использует графическую библиотеку SDL.
Rocks’n’Diamonds является игровым движком, так как кроме собственно игры Rocks’n’Diamonds в этой программе можно воспроизводить несколько других игр с однотипной игровой механикой. Например, установочный пакет Rocks’n’Diamonds содержит четыре игры — оригинальные уровни Rocks’n’Diamonds (3 набора из 40, 26 и 7 уровней), игру Boulder Dash (99 уровней), Emerald Mine (101), Supaplex (111) и Sokoban (50). Имеется встроенный редактор уровней.
Множество дополнительных уровней для Rocks’n’Diamonds устанавливается отдельно, в том числе игры Zelda (подобная Legend of Zelda) и Snake Bite (подобная Змейке).
В игре есть возможность записывать процесс прохождения уровней в файлы. В разделе главного меню Hall of fame (Зал славы) можно просмотреть записи прохождения других игроков за рекордно короткое время.
Существует два форка Rocks’n’Diamonds — игра Mirror Magic (клон игр Deflektor и Mindbender) и набор игр R’n’D Jue (подобных Boulder Dash, Emerald Mine, Sokoban, Puzznic, Pipe Mania).

## Игровой процесс
Задача игрока — за ограниченное время (time) собирать необходимое количество драгоценных камней (emeralds), иногда используя бомбы (dynamite) и ключи (keys). После сбора всех камней необходимо найти выход на следующий уровень.
Главный герой передвигается в четырёх направлениях, толкает налево и направо одиночные камни, и выполняет два специальных действия — при удержании определенной клавиши (по умолчанию левый Ctrl) с одновременным нажатием клавиши движения (стрелки) происходит дистанционный захват некоторых окружающих персонажа соседних предметов, как если бы он передвинулся к ним на один шаг в сторону. Другой клавишей (правый Ctrl) персонаж применяет подобранную ранее бомбу, от которой нужно сразу же отойти на безопасное расстояние.

## Описание игр
Boulder Dash — игра, изданная в 1984 году для компьютеров Atari. Подобные ей игры:
- Emerald Mine — издана в 1987 году для компьютеров Amiga и Atari ST.
- Supaplex — издана в 1991 году для компьютеров Amiga и IBM PC (операционная система MS-DOS). Rocks’n’Diamonds содержит оригинальную графику Supaplex.

Sokoban — игра-головоломка, изданная в 1982 году. В Rocks’n’Diamonds кнопки отмены хода отключены по умолчанию, их можно активировать в настройках программы.
Snake Bite — оригинальная вариация Змейки, впервые опубликованная в 2005 году в версии Rocks’n’Diamonds 3.1.1. В настоящее время скачивается отдельно. Состоит из двух наборов — Snake Bite (31 уровень) и Snake Bite Jue (40 уровней). Авторы игры — Alan Bond и Jürgen Bonhagen (автор R’n’D Jue).

Первый уровень Sokoban
Один из отдельно устанавливаемых уровней Boulder Dash с оригинальной графикой
Второй уровень Snake Bite